# Rosaster mimicus
Rosaster mimicus är en sjöstjärneart som beskrevs av Fisher 1913. Rosaster mimicus ingår i släktet Rosaster och familjen ledsjöstjärnor.
Artens utbredningsområde är havet kring Nya Zeeland. Inga underarter finns listade i Catalogue of Life.